# Левинецкая сельская община
Левинецкая сельская община (укр. Лівинецька сільська громада) — территориальная община в Днестровском районе Черновицкой области Украины.
Административный центр — село Левинцы.
Население составляет 8521 человек. Площадь — 130,7 км².
В соответствии с распоряжением Кабинета Министров Украины от 12 июня 2020 года, в состав общины вошла территория Зеленецкого, Козырянского, Левинецкого, Оселевского и Подворьевского сельских советов упразднённого Кельменецкого района

## Населённые пункты
В состав общины входит 7 сёл:
- Левинцы
  - Михайловка
- Зеленецкий старостинский округ:
  - Зелёная
- Козырянский старостинский округ:
  - Козыряны
- Оселевский старостинский округ:
  - Кроква
  - Оселевка
- Подворьевский старостинский округ:
  - Подворьевка